# Épisodes de The Family
Cet article présente le guide des épisodes de la série télévisée américaine The Family.

## Généralités
- Aux États-Unis, la saison a été diffusée du 3 mars 2016 au 15 mai 2016 sur le réseau ABC.
- Au Canada, elle a été diffusée en simultané sur le réseau CTV (sauf le pilote, diffusé à 23 heures en avance)[1] pour les six premiers épisodes, puis sur CTV Two.
- En France, la saison à d'abord été diffusée en avril 2017, puis en mars 2018 sur la chaîne 13ème Rue.
- Elle reste inédite dans les pays francophones.

## Distribution

### Acteurs principaux
- Joan Allen : Claire Warren
- Alison Pill : Willa Warren, fille de Claire
- Margot Bingham : détective Nina Meyer
- Zach Gilford : Danny Warren, fils aîné de Claire
- Liam James : Adam Warren, fils cadet de Claire
- Floriana Lima : Bridey Cruz
- Rupert Graves : John Warren, mari de Claire
- Andrew McCarthy : Hank Asher
- Rarmian Newton : Danny (jeune)
- Madeline Arthur : Willa (jeune)

### Acteurs récurrents
- Alex Steele : Bridey (jeune)
- Michael Esper : Pock-Marked Man
- Grant Show : Charlie Lang, gouverneur démocratique du Maine
- Jessie Mueller (en) : Fran

## Épisodes

### Épisode 1:Retour à la maison
- Canada : 2 mars 2016 sur CTV
- États-Unis : 3 mars 2016 sur ABC[2]
- France : 9 avril 2017 sur 13e Rue[3]

- États-Unis : 5,70 millions de téléspectateurs[4] (première diffusion)

- Michael Esper (Pock-Marked Man)
- Hampton Fluker (Josh Langham)
- Felix Solis (Gus)
- Alex Steele (young Bridey)
- Ian Quinlan (Paul, the aide)

### Épisode 2:Dans l'obscurité
- États-Unis /  Canada : 6 mars 2016 sur ABC / CTV
- France : 9 avril 2017 sur 13e Rue

- États-Unis : 3,13 millions de téléspectateurs[5] (première diffusion)

- Ruben Santiago-Hudson (Chief of Police Len Bucksey)
- Felix Solis (Editor in Chief Gus)
- Armando Riesco (en) (Detective Corey Sanchez)
- Michael Esper (Pock-Marked Man)
- Judith Ivey (Mrs. Asher)

### Épisode 3:Maman ours
- États-Unis /  Canada : 13 mars 2016 sur ABC / CTV
- France : 16 avril 2017 sur 13e Rue; seconde diffusion 19 mars 2018

- États-Unis : 3,52 millions de téléspectateurs[6] (première diffusion)

- Michael Esper (Pock-Marked Man)
- Felix Solis (Gus)
- Armando Riesco (en) (Officer Cory Sanchez)
- Eisa Davis (Julia Beckett)
- Matthew Lawler (Agent Gabe Clements)
- Zoe Perry (Jane)

### Épisode 4:L'enlèvement
- États-Unis /  Canada : 20 mars 2016 sur ABC / CTV
- France : 16 avril 2017 sur 13e Rue

- États-Unis : 2,64 millions de téléspectateurs[7] (première diffusion)

- Grant Show (Governor Charlie Lang)
- Ruben Santiago-Hudson (Chief of Police Len Bucksey)
- Felix Solis (Editor in Chief Gus)
- Michael Esper (Pock-Marked Man)
- Matthew Lawler (Agent Gabe Clements)
- Zoe Perry (Jane Cardone)
- Francois Battiste (Scotty)

### Épisode 5:Papa ours
- États-Unis /  Canada : 27 mars 2016 sur ABC / CTV
- France : 23 avril 2017 sur 13e Rue

- États-Unis : 2,61 millions de téléspectateurs[8] (première diffusion)

- Grant Show (Governor Charlie Lang)
- Michael Esper (Pock-Marked Man)
- Felix Solis (Gus)
- Judith Ivey (Mrs. Asher)
- Armando Riesco (en) (Officer Cory Sanchez)
- Matthew Lawler (Agent Gabe Clements)
- Jessie Mueller (Fran)
- Zoe Perry (Jane)

### Épisode 6:L'appât
- États-Unis /  Canada : 3 avril 2016 sur ABC / CTV
- France : 23 avril 2017 sur 13e Rue

- États-Unis : 3,13 millions de téléspectateurs[9] (première diffusion)

- Michael Esper (Pock-Marked Man/Doug)
- Matthew Lawler (Agent Gabe Clements)
- Jessie Mueller (Fran)
- Zoe Perry (Jane Cardone)

### Épisode 7:Des journées sans fin
- États-Unis /  Canada : 10 avril 2016 sur ABC / CTV Two
- France : 30 avril 2017 sur 13e Rue

- États-Unis : 3,15 millions de téléspectateurs[10] (première diffusion)

- Michael Esper (Pock-Marked Man)
- Judith Ivey (Mrs. Asher)

### Épisode 8:Sweet Jane
- États-Unis /  Canada : 17 avril 2016 sur ABC / CTV Two
- France : 30 avril 2017 sur 13e Rue

- États-Unis : 2,98 millions de téléspectateurs[11] (première diffusion)

- Grant Show (Governor Charlie Lang)
- Michael Esper (Pock-Marked Man/Doug)
- Judith Ivey (Mrs. Asher)
- Matthew Lawler (Agent Gabe Clements)
- Zoe Perry (Jane Cardone)
- Lucy Owen (Randi)
- Rosyln Rugg (Patty Lang)

### Épisode 9:À deux doigts de la vérité
- États-Unis /  Canada : 24 avril 2016 sur ABC / CTV Two
- France : 7 mai 2017 sur 13e Rue

- États-Unis : 2,92 millions de téléspectateurs[12] (première diffusion)

- Grant Show (Governor Charlie Lang)
- Michael Esper (Pock-Marked Man/Doug)
- Felix Solis (Gus)
- Armando Riesco (en) (Detective Cory Sanchez)
- Matthew Lawler (Agent Gabe Clements)
- Zoe Perry (Jane)
- Jamie Jackson (Lyle)
- Alfredo Narciso (Jonah)

### Épisode 10:Justice
- États-Unis /  Canada : 1er mai 2016 sur ABC / CTV Two
- France : 7 mai 2017 sur 13e Rue

- États-Unis : 2,85 millions de téléspectateurs[13] (première diffusion)

- Ruben Santiago-Hudson (Chief of Police Len Bucksey)
- Michael Esper (Pock-Marked Man/Doug)
- Felix Solis (Gus)
- Ana Maria Jomoica (Agent Lisa Davis)
- Matthew Lawler (Agent Gabe Clements)
- Zoe Perry (Jane Cardone)

### Épisode 11:Le grand jour
- États-Unis /  Canada : 8 mai 2016 sur ABC / CTV Two
- France : 14 mai 2017 sur 13e Rue

- États-Unis : 2,56 millions de téléspectateurs[14] (première diffusion)

- Michael Esper (Pock-Marked Man/Doug)
- Matthew Lawler (Agent Gabe Clements)
- Zoe Perry (Jane)
- William Hill (Ted)
- Ana Maria Jomolca (Agent Lisa Davis)
- Rachel Bay Jones (Sally)

### Épisode 12:Mieux vaut tard que jamais
- États-Unis /  Canada : 15 mai 2016 sur ABC / CTV Two
- France : 14 mai 2017 sur 13e Rue

- États-Unis : 3,3 millions de téléspectateurs[15] (première diffusion)

- Felix Solis (Gus)
- Matthew Lawler (Agent Gabe Clements)
- Zoe Perry (Jane Cardone)
- Luke Slattery (Adam)
- Ana Maria Jomoica (Agent Lisa Davis)